# Сантульян
Сантульян (порт. Santulhão) — район (фрегезия) в Португалии, входит в округ Браганса. Является составной частью муниципалитета Вимиозу. По старому административному делению входил в провинцию Траз-уж-Монтиш и Алту-Дору. Входит в экономико-статистический субрегион Алту-Траз-уш-Монтеш, который входит в Северный регион. Население составляет 508 человек на 2001 год. Занимает площадь 47,53 км².
Покровителем района считается Святой Юлиан (порт. São Julião).